# 天蓋の聖母 (ジョルダーノ)
『天蓋の聖母』（てんがいのせいぼ、伊: Madonna del Baldacchino、英: The Madonna with the Canopy）、または『ロザリオの聖母』（ロザリオのせいぼ、伊: Madonna del rosario、英: The Madonna with the Rosary）は、イタリア・バロック期のナポリ派の巨匠ルカ・ジョルダーノが1685年ごろ、キャンバス上に油彩で制作した絵画である。現在、ナポリのカポディモンテ美術館に所蔵されている。ナポリのサント・スピリト聖堂のために制作されたもので、1680年代後半にジョルダーノが制作した作品中で最も知られ、称賛されている作品である。

## 作品
ジョルダーノは、伝統的な聖なる主題を人物が多く登場する行列に変貌させている。作品は結婚の行列、祝祭の雰囲気を想起させ、暖かい色調が星の冠を授けられている聖母マリアの白い衣服と対照をなしている。小さな群衆が彼女にオマージュを捧げており、その中には聖ドミニクスやアレクサンドリアの聖カタリナがいる。天使たちが天蓋を支え持ち、智天使がバラを投げている。色彩は水彩のようで、画面の雰囲気は18世紀の到来を告げている。加えて、この絵画はフランスの画家たち、とりわけ1781年にナポリに滞在したジャン・オノレ・フラゴナールに称賛され、複製が制作された。

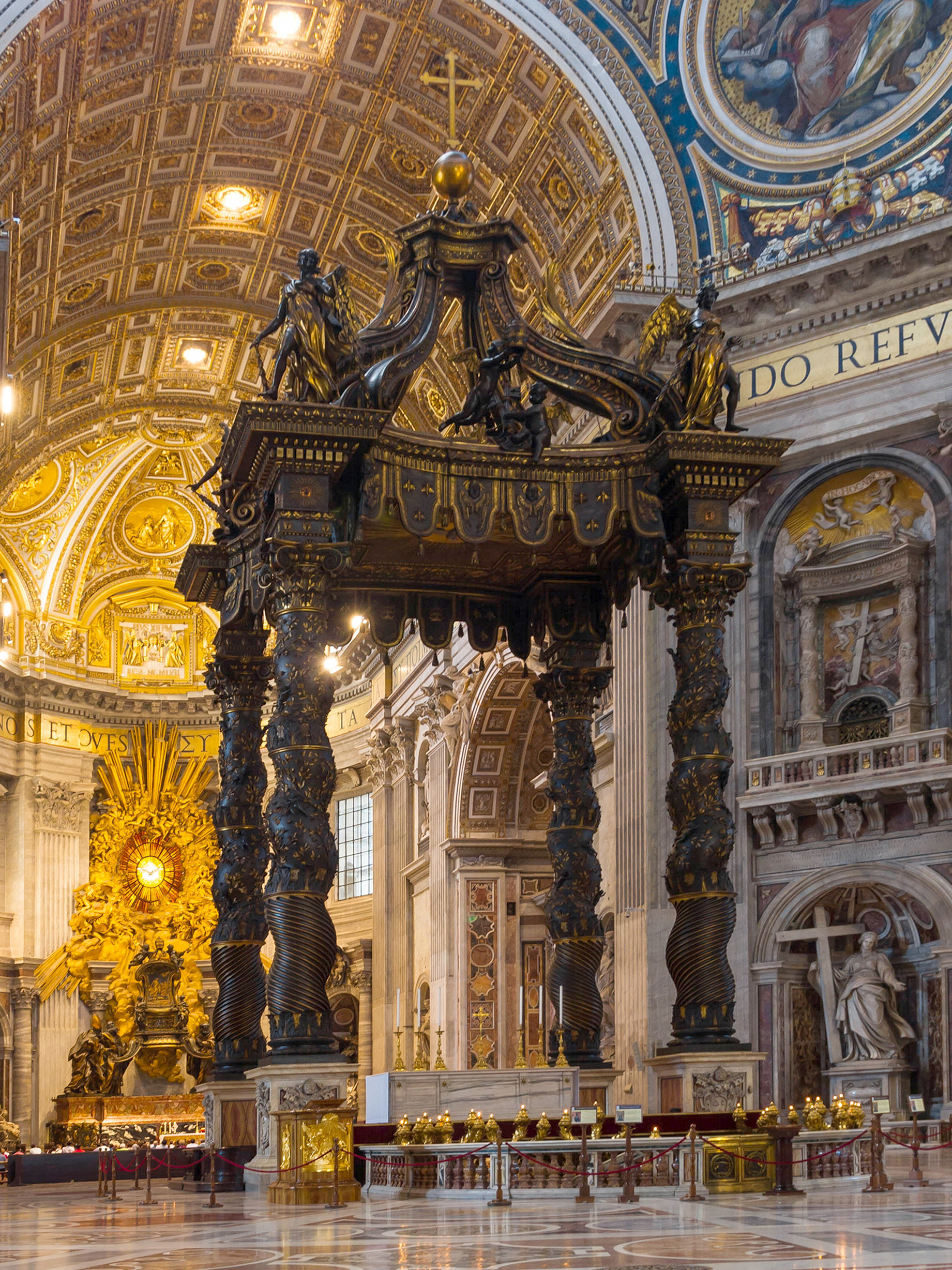
ジャン・ロレンツォ・ベルニーニ『ベルニーニの天蓋』 (1623-1634年)、サン・ピエトロ大聖堂、ローマ

『天蓋の聖母』は、フィレンツェから戻ったジョルダーノの円熟期の詩情を表している。さらに、スペイン副王 (ナポリはスペイン領であった) 文化の中において、ジョルダーノはジャン・ロレンツォ・ベルニーニの遺産に言及した。ジョルダーノが死去した1680年から数年たって、ローマ時代の彼にオマージュを捧げているのである。ジョルダーノは、サン・ピエトロ大聖堂 (ローマ) 内にある『ベルニーニの天蓋』を5枚の布が横に並ぶ、ナポリに典型的な祝祭の装置に変貌させており、イエス・キリストと聖母マリアが登場する個人的な「小詩集」にしている。人物、聖人、天使からなるこの集団の中に、ジョルダーノは歓喜と幸福の頂点を表現しているようである。
なお、この絵画は、2023年7月7日から2024年1月8日まで開催された「ナポリからパリへ。ルーヴル美術館がカポディモンテ美術館を招く」という展覧会で展示された。